# Kłodawa (gmina)
Kłodawa [kwɔˈdava] är en gmina i Powiat kolski i det polska vojvodskapet Storpolen. Huvudort är Kłodawa.
Följande byar och samhällen ligger i Gmina Kłodawa: Bierzwienna Długa, Bierzwienna Długa-Kolonia, Bierzwienna Krótka, Cząstków, Dąbrówka, Dębina, Dzióbin, Głogowa, Górki, Janczewy, Kęcerzyn, Kobylata, Korzecznik, Krzykosy, Łążek, Leszcze, Łubno, Luboniek, Okoleniec, Podgajew, Pomarzany Fabryczne, Rgielew, Rycerzew, Rysiny, Rysiny-Kolonia, Słupeczka, Straszków, Tarnówka, Wólka Czepowa och Zbójno.

### Webbkällor
- ”Gmina Kłodawa w liczbach” (på polska). Polska w liczbach. Arkiverad från originalet den 25 februari 2020. https://archive.today/20200225160309/https://www.polskawliczbach.pl/gmina_Klodawa_wielkopolskie. Läst 25 februari 2020.